# John Sullivan
John Sullivan (Somersworth, 17 febbraio 1740 – Durham, 23 gennaio 1795) è stato un generale e politico statunitense, eroe della guerra d'indipendenza americana.

## Biografia
John Sullivan nasce nella parrocchia di Somersworth nel 1740 da un redentorista irlandese che era diventato maestro di scuola. È il padre ad occuparsi della sua educazione e successivamente Sullivan decide di studiare legge, diventando, nel 1764 il primo avvocato della città.
Determinato ad ottenere una certa ricchezza Sullivan non si fa scrupolo di citare in giudizio chiunque gli debba anche la più piccola somma e solo dopo essersi scontrato duramente con i propri concittadini scende a più miti consigli, morbidezza forse dovuta anche al progressivo aumentare del proprio patrimonio.
Negli anni '60 del 1700 Sullivan spalleggia per l'Inghilterra spinto anche dalle sue amicizie con militari britannici, tuttavia il consenso popolare soffia altrove e nel decennio successivo passa immediatamente dalla parte dei rivoltosi finendo per essere eletto sia al primo che al secondo Continental Congress a nome del New Hampshire.
Arruolatosi nell'esercito partecipa all'assedio di Boston, nel 1776 Washington lo manda in Canada al comando delle truppe che erano sopravvissute al fallimentare attacco dell'anno prima, benché egli scriva che vorrebbe condurre avanti l'invasione decide di optare per una ritirata, benché molti critichino questa sua decisione viene comunque promosso brigadier generale nella primavera dello stesso anno.
Durante la Battaglia di Long Island Sullivan viene catturato dagli inglesi per essere rilasciato nel dicembre del 1776 dopo essere stato latore di diverse proposte di pace da parte degli inglesi tutte sdegnosamente rifiutate dal Congresso.
La sua carriera di comandante prosegue, ma poche vittorie e un paio di pesanti sconfitte lo pongono definitivamente fuori dalle grazie del Congresso, tanto che nel 1779 Sullivan è costretto a rassegnare le dimissioni.
Tornato un civile si occupa di ripristinare la propria fortuna economica e di ottenere un posto di potere nel mondo della politica. Nel 1786 viene nominato Governatore del New Hampshire, conserva la carica fino al 1788 per poi riprenderla l'anno successivo. Nel 1790 lascia il posto per divenire giudice federale per la corte del New Hampshire. Con il passare degli anni Sullivan si era avvicinato progressivamente al bere che gli causa un'ulcera che compromette seriamente la sua salute.
Muore nel 1795 ed è sepolto nel cimitero di famiglia.